# Sally et sainte Anne
Pour plus de détails, voir Fiche technique et Distribution.
Sally et sainte Anne (Sally and Saint Anne) est un film américain en noir et blanc réalisé par Rudolph Maté, sorti en 1952.

## Synopsis
Sally, écolière américano-irlandaise, a oublié sa gamelle du déjeuner. Elle prie sainte Anne et retrouve aussitôt ses sandwichs. Elle est convaincue qu'elle a un lien spécial avec la sainte. Sally grandit et devient une jolie fille avec un intérêt sain pour les hommes et une foi inébranlable en Sainte Anne.

## Fiche technique
- Titre français : Sally et sainte Anne
- Titre original : Sally and Saint Anne
- Réalisation : Rudolph Maté
- Scénario : James O'Hanlon, Herb Meadow
- Musique : Frank Skinner
- Photographie : Irving Glassberg
- Montage : Edward Curtiss
- Producteur : Leonard Goldstein, Anton Leader
- Société de production et de distribution : Universal Pictures
- Pays de production :  États-Unis
- Langue d'origine : anglais américain
- Genre : comédie
- Format : noir et blanc — pellicule : 35 mm — image : 1,37:1 — son : mono (Western Electric Recording)
- Dates de sortie : 
  - États-Unis : juillet 1952
  - France : 25 mai 1954

## Distribution
- Ann Blyth : Sally O'Moyne
- Edmund Gwenn : Grandpa Pat Ryan
- John McIntire : Alderman Percival Xavier 'Goldtooth' McCarthy
- Gregg Palmer : Johnny Evans
- Hugh O'Brian : Danny O'Moyne
- Jack Kelly : Mike O'Moyne
- Frances Bavier : Mme Kitty 'Mom' O'Moyne
- Otto Hulett : Pop O'Moyne
- Kathleen Hughes : Lois Foran
- George Mathews : Père Kennedy
- Lamont Johnson : Willie O'Moyne
- King Donovan : Hymie Callahan, entraîneur

## Source
- Sally et sainte Anne sur EncycloCiné